# مائیس آقابیگ‌اف
مائیس آقابیگ‌اف (ترکی آذربایجانی: Mayis Ağabəyov; ۱ مهٔ ۱۹۴۱ – ۱۷ ژوئن ۲۰۲۰) نقاش آذربایجانی اهل شوروی سابق، طراح تولید و نقاش خلق آذربایجان (۲۰۰۰) بود.

## شرح حال
مائیس آقابیگ‌اف ۱ ماه مه سال ۱۹۴۱ در باکو به دنیا آمد. در سال ۱۹۶۱ از مدرسه دولتی نقاشی آذربایجان دانش‌آموخته شد. از سال ۱۹۶۵ آثار و افلام خود را در تعدادی از نمایشگاه‌های بین‌المللی و محلی به نمایش می‌گذاشت. به دنبال اینکه در سال ۱۹۶۹ از دانشکده دولتی سراسری فیلمبرداری شوروی در مسکو فارغ‌التحصیل شد، به عنوان طراح تولید در استودیوی آذربایجان‌فیلم شروع به کار کرد. از سال ۱۹۹۶ به بعد به تدریس در دانشگاه دولتی فرهنگ و هنر آذربایجان پرداخت. وی استاد دانشکده نقاشی آکادمیک در آکادمی دولتی نقاشی جمهوری آذربایجان بود.
مائیس آقابیگ‌اف در روز ۲۰ ژوئن سال ۲۰۲۰ و در سن ۷۹ سالگی در باکو درگذشت.

## نقاشی
مائیس آقابیگ‌اف طراح تولید بسیاری از فیلم‌های آذربایجانی بود که می‌توان از مجموع آن‌ها نام نسیمی، بابک، «سعی کن نفس نکشی»، نظامی، «پل‌های ویران شده»، «افسانه دریاچه نقره ای»، «بهای خوشبختی»، «پیاده‌روی در شهرستان»، «زندگی ما را امتحان می‌کند»، «روز اعدام» و غیره… را برد.

## جوایز
- عنوان افتخار نقاش افتخاری جمهوری آذربایجان (بار اول)- ۴ مارس ۱۹۹۲[۳]
- عنوان افتخار هنرمند افتخاری جمهوری آذربایجان (بار دوم)- ۳ فوریه ۱۹۹۳[۴]
- نقاش خلق آذربایجان- ۱۸ دسامبر ۲۰۰۰[۵]
- جایزه هومای- ۲۶ آوریل ۲۰۱۲